# MBC강원영동 굿모닝FM
MBC강원영동 굿모닝FM은 MBC강원영동 FM4U에서 매일 아침 8시부터 아침 9시까지 방송했던 라디오 프로그램이다. 2016년 9월 25일 자로 10년만에 폐지되었다.

## 역대 DJ
- 1대 : 장문영
- 2대 : 김혜미
- 3대 : 이은경
- 4대 : 김장원
- 5대 : 유슬기
- 6대 : 이다슬
- 7대 : 민기원
- 8대 : 김서영

## 같이 보기
- MBC강원영동
- MBC FM4U
- 굿모닝FM

| MBC강원영동 FM4U            |                       |                       |
| 이전                        | 굿모닝FM 김서영입니다 | 다음                  |
| 굿모닝FM 노홍철입니다 1·2부 | 굿모닝FM 김서영입니다 | 오늘아침 정지영입니다 |
| 오전 7시 ~ 오전 8시         | 오전 8시 ~ 오전 9시   | 오전 9시 ~ 오전 11시  |
| 일부 지역 자체 방송         | 강원 영동권 방송      | 전국방송              |